# Pridvorica (Lajkovac)
Pridvorica (Servisch cyrillisch: Придворица) is een plaats in de Servische gemeente Lajkovac. De plaats telt 227 inwoners (2002).